# Calochortus mendozae
Calochortus mendozae är en liljeväxtart som beskrevs av Espejo, López-ferr. och Ceja. Calochortus mendozae ingår i släktet Calochortus och familjen liljeväxter. Inga underarter finns listade.